# 李政修
李政修（？—？），字粹然，河南懷慶府怀庆卫军籍，明末清初政治人物。

## 生平
万历四十四年（1616年）丙辰科进士，授山西介休知縣，丁内艰，除服，补山東淄川縣，调滋阳縣。任淄川时，节省马价八百金，悉充逋赋，他类此。擢礼部郎中，迁济南道，视左辖篆，却岱宗香税三千金，迁浙江嘉湖道，再迁山东济南道，未任乞休。顷之，起冀南道。岁大祲，父母交弃襁中儿，政修署慈幼局悉收鞠之。
明亡仕清，以荐补天津道，升淮海道，姜桂之性老而愈辣，所至不肯曲意下人，卒于官，祀乡贤。

## 家族
父李从谅字信甫，河南輝縣教谕。